# Dactylolabis aberrans
Dactylolabis aberrans är en tvåvingeart. Dactylolabis aberrans ingår i släktet Dactylolabis och familjen småharkrankar.

## Underarter
Arten delas in i följande underarter:
- D. a. aberrans
- D. a. arsianensis
- D. a. imeretica